# サタデーTVラボ
サタデーTVラボは、2007年10月13日から2009年3月28日まで日本テレビ放送網で、毎週土曜日の24:55-25:55（2007年10月-2008年3月は24:50-25:50）(JST)に放送されていたオムニバス深夜番組枠。2009年4月からは番組欄上も独立した番組が放送されるため終了した。

## 概要
- 60分枠内で、30分番組が2本放送される。前半はドラマ枠、後半はバラエティ枠となっている。前半のドラマ枠に関しては1クールで番組が入れ替わっており、「栞と紙魚子の怪奇事件簿」からは期間限定でインターネットを通じてテレビ放送された番組全編が見られるようになっている。
- 日本テレビローカルを前提としているが、静岡第一テレビでもネットされている。
- 後半番組は2008年4月から地上波アナログ放送は4:3レターボックス放送。2008年10月から12月まで前半番組にあたる「トンスラ」は4:3レターボックスでの放送だったため前半後半の共にレターボックス放送となっていた。

### 制作著作について
この枠は前半後半の番組共に日本テレビは企画制作名義となっており、基本的にはD.N.ドリームパートナーズとVAPが制作著作としてクレジットされているが番組によっては変更されている。詳細は下の一覧を参照。
- トンスラ - D.N.ドリームパートナーズ・VAP・電通・テレビマンユニオン
- 妄想姉妹〜文學という名のもとに〜 - D.N.ドリームパートナーズ・アミューズソフトエンタテインメント
- EXILE GENERATION - EXILE GENERATION制作委員会

## 番組内容

### 24:50-25:20（2007年10月-2008年3月） → 24:55-25:25（2008年4月-2009年3月）
- ハリ系（2007年10月13日-12月29日）
- 栞と紙魚子の怪奇事件簿（2008年1月5日-3月29日）
- 2クール（2008年4月5日-6月28日）
- ザ・クイズショウ（2008年7月5日-9月27日）
- トンスラ（2008年10月4日-12月28日）
- 妄想姉妹〜文學という名のもとに〜（2009年1月17日-2009年3月28日）

### 25:20-25:50（2007年10月-2008年3月） → 25:25-25:55（2008年4月-2009年3月）
- カイブツ（2007年10月13日-2008年3月29日）
- ハッピーミックス（2008年4月5日-9月27日）
- 絶対やれるギリシャ神話（2008年10月4日-12月28日）
- EXILE GENERATION（2009年1月10日-2010年3月24日）※放送時間移動